# Horná Streda

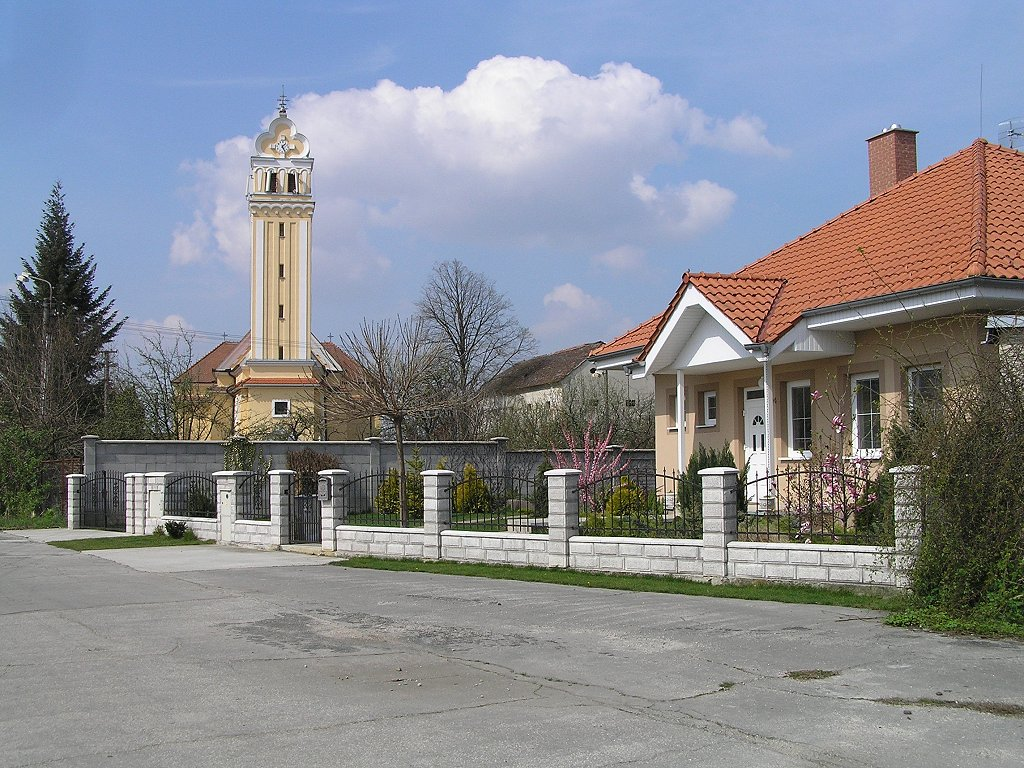
Horná Streda

Horná Streda is een Slowaakse gemeente in de regio Trenčín, en maakt deel uit van het district Nové Mesto nad Váhom.
Horná Streda telt 1.295 inwoners.